# Don't Smile at Me
Don't Smile at Me (stylizováno jako dont smile at me) je debutové rozšířené hudební album (EP) americké zpěvačky a skladatelky Billie Eilish. EP bylo vydáno digitálně 11. srpna 2017 pod hlavičkou vydavatelství Darkroom a Interscope Records.
Na nahrávce se podílela především Billie Eilish společně se svým bratrem Finneasem O'Connellem, který je spoluautorem většiny skladeb a zároveň fungoval jako producent. Stylově se album pohybuje mezi alternativním popem, elektropopem a R&B, přičemž je charakteristické melancholickou atmosférou, minimalistickou produkcí a temnými texty.
Před vydáním samotného EP bylo postupně zveřejněno několik singlů, včetně písní „Ocean Eyes“, „Bellyache“, „Watch“ a „Copycat“. Všechny skladby zaznamenaly pozitivní ohlasy a přispěly k rychlému vzestupu popularity Billie Eilish na mezinárodní scéně.
Na některých verzích EP se nachází i duet „Lovely“ s americkým zpěvákem Khalidem, který byl přidán později v rámci speciální reedice.
EP Don't Smile at Me bylo přijato převážně kladně hudební kritikou a zaznamenalo úspěch v několika mezinárodních hitparádách. Postupně získalo i vícenásobné certifikace za prodej, mimo jiné v USA, Velké Británii, Austrálii a Kanadě.

## Pozadí a tvorba
První úspěch zaznamenala Billie Eilish již v roce 2015 s písní „Ocean Eyes“, kterou napsal a produkoval Finneas. Skladba se stala virální a získala pozornost hudebního průmyslu. Po sérii dalších singlů následovalo vydání debutového EP, které zahrnuje celkem devět skladeb včetně později přidaného duetu „Lovely“ s Khalidem.

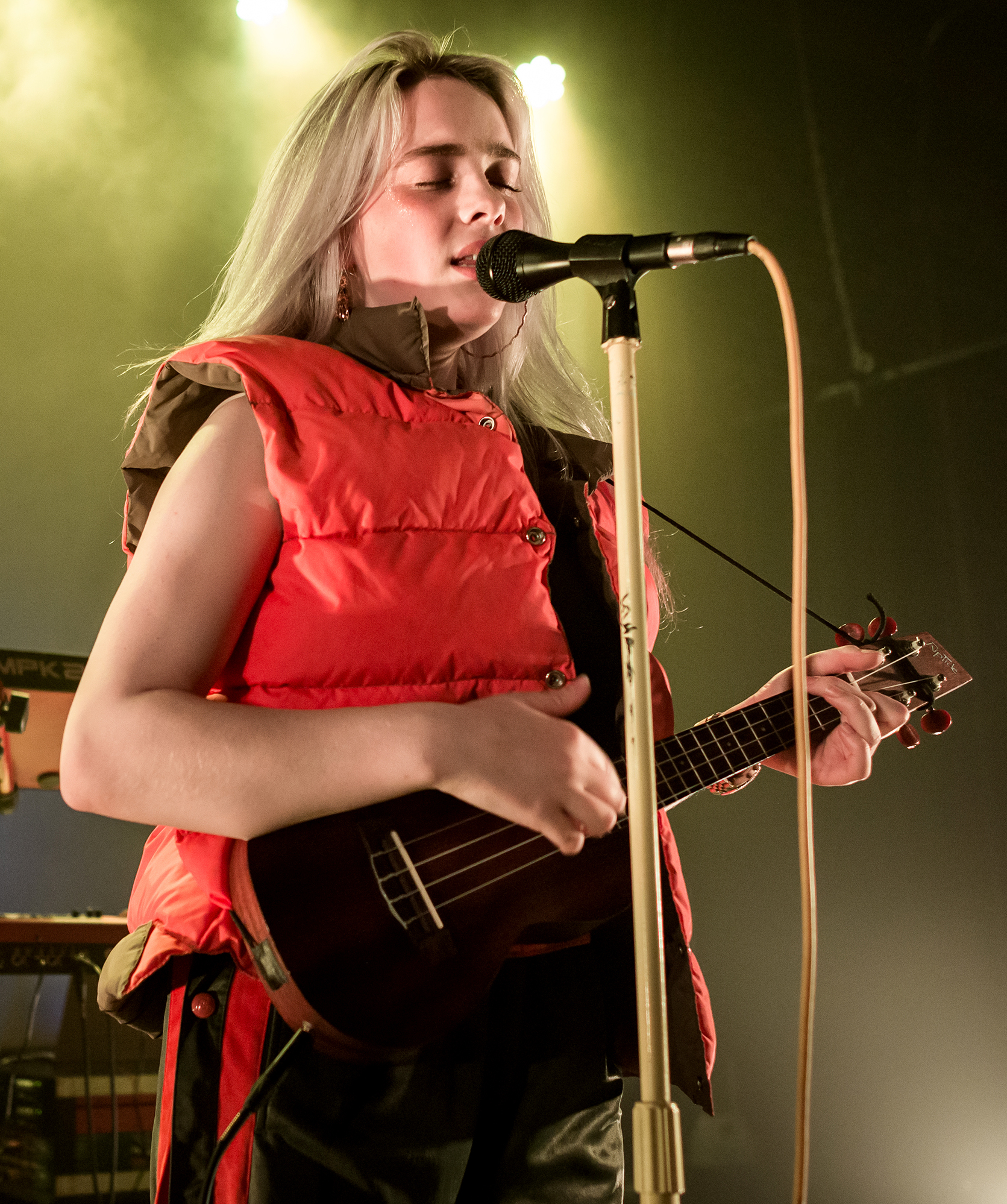
Billie Eilish během svého Don't Smile at Me turné v roce 2017

Hudebně se album pohybuje mezi alternativním popem, minimalistickým elektropopem a R&B. Texty se často zabývají tématy úzkosti, citových problémů a sebepoznání. Kritici ocenili vyspělost a osobitost Eilish vzhledem k jejímu tehdejšímu věku (15 let).

## Seznam skladeb
| Don't Smile at Me | Don't Smile at Me      | Don't Smile at Me |
| Pořadí            | Název                  | Délka             |
| ----------------- | ---------------------- | ----------------- |
| 1.                | Copycat                | 3:14              |
| 2.                | Idontwannabeyouanymore | 3:23              |
| 3.                | My Boy                 | 2:50              |
| 4.                | Watch                  | 2:57              |
| 5.                | Party Favor            | 3:23              |
| 6.                | Bellyache              | 3:30              |
| 7.                | Ocean Eyes             | 3:20              |
| 8.                | Hostage                | 3:49              |
| 9.                | Lovely (bonus)         | 3:20              |
| Celková délka:    | Celková délka:         | 26:46             |